# Bolek Polívka
Bolek Polívka, né à Vizovice le 31 juillet 1949 , est un acteur, clown et cryptarque tchèque.

## Biographie
Il est connu en France pour son spectacle Le bouffon de la reine, une farce sur le pouvoir qu'il a jouée avec Chantal Poullain dans les années 1980/90,,.

## Galerie

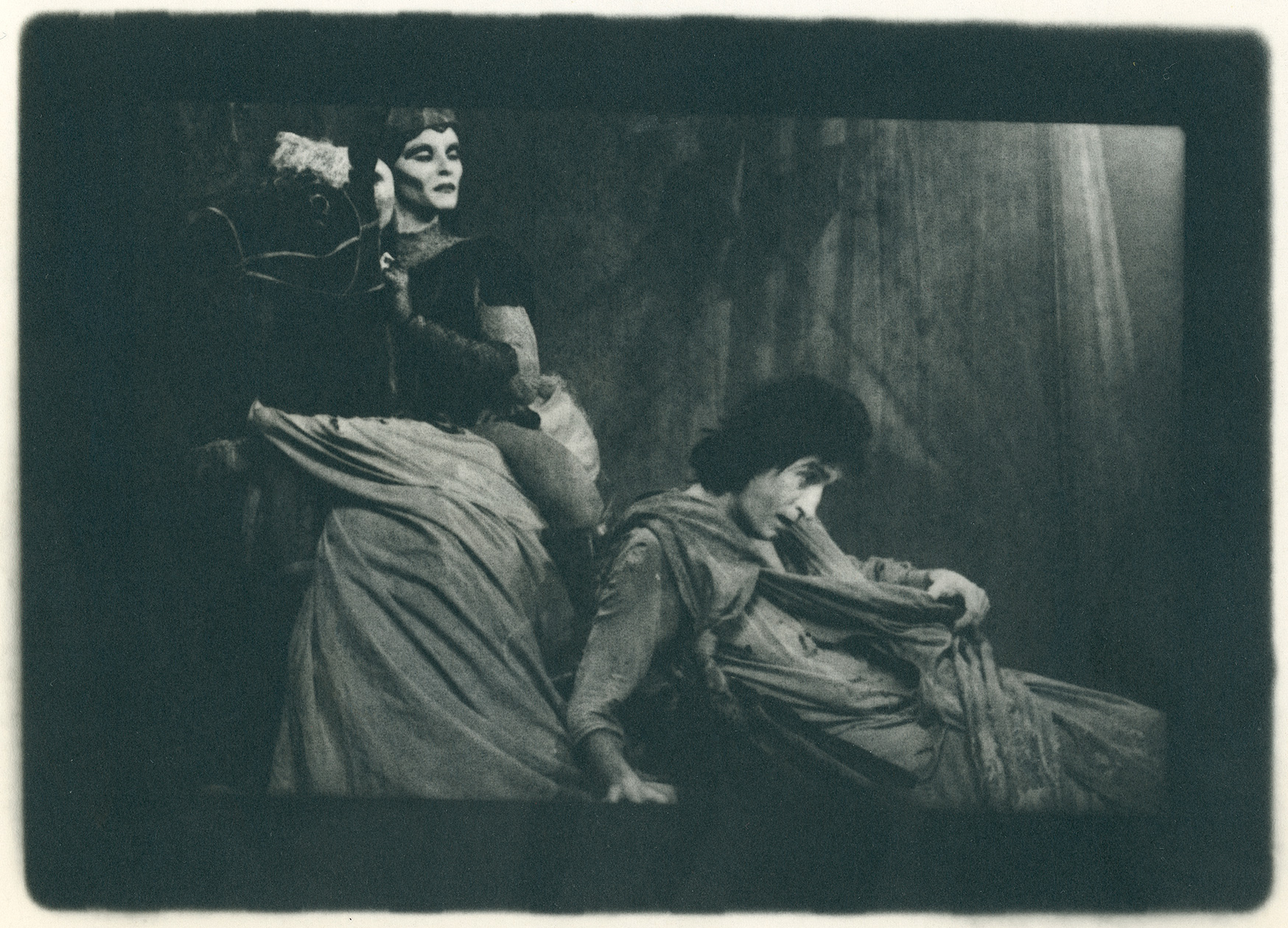
Chantal Poullain et Bolek Polívka en 1983. Photos de Jaroslav Krejčí (fotograf) (cs)

## Filmographie partielle
- 1981 : Pepe de Guy Michaud
- 1981 : Kalamita
- 1987 : La Tante de Frankenstein (TV)
- 1987 : The Jester and the Queen
- 1999 : Pelíšky
- 2000 : Musíme si pomáhat
- 2000 : Cesta z města : le paysan Ludv
- 2005 : Skřítek
- 2008 : Chroniques d'Erzebeth de Juraj Jakubisko :
- 2015 : Home Care de Slávek Horák